# Thivars
Thivars és un municipi francès, situat al departament de l'Eure i Loir i a la regió de Centre – Vall del Loira. L'any 2007 tenia 974 habitants.

## Demografia

### Població
El 2007 la població de fet de Thivars era de 974 persones. Hi havia 403 famílies, de les quals 86 eren unipersonals (41 homes vivint sols i 45 dones vivint soles), 171 parelles sense fills, 134 parelles amb fills i 12 famílies monoparentals amb fills.
La població ha evolucionat segons el següent gràfic:
Habitants censats

### Habitatges
El 2007 hi havia 444 habitatges, 405 eren l'habitatge principal de la família, 19 eren segones residències i 20 estaven desocupats. 426 eren cases i 16 eren apartaments. Dels 405 habitatges principals, 342 estaven ocupats pels seus propietaris, 45 estaven llogats i ocupats pels llogaters i 18 estaven cedits a títol gratuït; 3 tenien una cambra, 22 en tenien dues, 38 en tenien tres, 124 en tenien quatre i 218 en tenien cinc o més. 320 habitatges disposaven pel capbaix d'una plaça de pàrquing. A 171 habitatges hi havia un automòbil i a 206 n'hi havia dos o més.

### Piràmide de població
La piràmide de població per edats i sexe el 2009 era:
| Homes | Edats   | Dones |
| ----- | ------- | ----- |
| 0     | 95 o +  | 4     |
| 0     | 90 a 94 | 4     |
| 8     | 85 a 89 | 16    |
| 24    | 80 a 84 | 4     |
| 12    | 75 a 79 | 12    |
| 12    | 70 a 74 | 24    |
| 4     | 65 a 69 | 36    |
| 24    | 60 a 64 | 20    |
| 36    | 55 a 59 | 24    |
| 52    | 50 a 54 | 60    |
| 48    | 45 a 49 | 32    |
| 28    | 40 a 44 | 24    |
| 44    | 35 a 39 | 24    |
| 36    | 30 a 34 | 44    |
| 8     | 25 a 29 | 20    |
| 36    | 20 a 24 | 16    |
| 40    | 15 a 19 | 8     |
| 36    | 10 a 14 | 12    |
| 16    | 5 a 9   | 24    |
| 36    | 0 a 4   | 28    |

## Economia
El 2007 la població en edat de treballar era de 608 persones, 444 eren actives i 164 eren inactives. De les 444 persones actives 407 estaven ocupades (210 homes i 197 dones) i 36 estaven aturades (21 homes i 15 dones). De les 164 persones inactives 84 estaven jubilades, 48 estaven estudiant i 32 estaven classificades com a «altres inactius».

### Ingressos
El 2009 a Thivars hi havia 402 unitats fiscals que integraven 1.002 persones, la mediana anual d'ingressos fiscals per persona era de 22.247,5 €.

### Activitats econòmiques
Dels 39 establiments que hi havia el 2007, 1 era d'una empresa extractiva, 1 d'una empresa alimentària, 1 d'una empresa de fabricació d'altres productes industrials, 11 d'empreses de construcció, 6 d'empreses de comerç i reparació d'automòbils, 2 d'empreses de transport, 5 d'empreses d'hostatgeria i restauració, 3 d'empreses financeres, 1 d'una empresa immobiliària, 2 d'empreses de serveis, 3 d'entitats de l'administració pública i 3 d'empreses classificades com a «altres activitats de serveis».
Dels 23 establiments de servei als particulars que hi havia el 2009, 1 era una gendarmeria, 1 oficina de correu, 2 oficines bancàries, 2 tallers de reparació d'automòbils i de material agrícola, 3 paletes, 1 guixaire pintor, 2 fusteries, 2 lampisteries, 3 electricistes, 2 perruqueries i 4 restaurants.
L'únic establiment comercial que hi havia el 2009 era una fleca.
L'any 2000 a Thivars hi havia 8 explotacions agrícoles.

## Equipaments sanitaris i escolars
L'únic equipament sanitari que hi havia el 2009 era una farmàcia.
El 2009 hi havia 1 escola maternal i 1 escola elemental.

## Poblacions més properes
El següent diagrama mostra les poblacions més properes.